# Whyte Seeds
Whyte Seeds - шведская рок-группа из города Гётеборга, образовавшаяся в 2001 году.

## История
По словам участников, коллектив они сформировали в 2001 году после драки в студии, расположенной в Гётеборге. Лидером группы является Олле Хагберг (клавишные), который время от времени выступает с Soundtrack Of Our Lives. Другие участники: Аксель Робах (вокал), Бьёрн Синнеби (электрогитара), Хэнк Линден (бас-гитара) и Нико Янко (ударные).
Через год они принимают участие в различных фестивалях и подписывают контракт на запись альбома. Особенно популярными они стали в Скандинавии.
Их дебютный альбом «Memories Of Enemies» был издан осенью 2003 года лейблом Stockholm Records. Этот релиз демонстрирует грубый вокал и «грязные» гитары с усилителями, закрученными до упора. С него были выпущены синглы Slow Motions (2003), So Alone (2003), Lost My Love (2004), Black Key Song (2004). После выхода альбома последовали гастроли по Швеции, Англии, континентальной Европе, Японии и США.
В 2006 году был издан их новый альбом — «Bold as love». На этом альбоме группа отказалась от рокового звучания в пользу более «попсового». Альбом и одноимённый сингл попали в чарты Швеции.

## Состав
- Аксель Робах (Axel Robach) – вокал;
- Бьёрн Синнеби (Björn Synneby) – гитара;
- Хенрик Линден (Henrik Lindén) – бас-гитара;
- Нико Янко (Nico Janco) – ударные;
- Олле Хагберг (Olle Hagberg) – синтезатор.

## Дискография
Студийные альбомы
- Memories Of Enemies (2003)
- Bold as love (2006)

Мини-альбомы
- Slow motions (2003)

Синглы
- "So Alone" (промо) (2003)
- "Lost My Love" / "Got 2 Make U Mine" / "Catch Me Now" / "Lost My Love (Radio Edir)" (maxi-singel) (2004)
- "Black Key Song (Alternative Version)" / "Strange Breakfast" / "Hank's Lament: The Seventh Bardo" maxi-singel) (2004)
- "Bold as Love" / "Pretty Things" (2006)
- "Back in Town (Radio Edit)" (2006)

## Внешние ссылки
- Страница группы на Myspace